# Lama dei Peligni
Lama dei Peligni község (comune) Olaszország Abruzzo régiójában, Chieti megyében.

## Fekvése
A megye délnyugati részén fekszik. Határai: Civitella Messer Raimondo, Colledimacine, Fara San Martino, Gessopalena, Pacentro, Taranta Peligna és Torricella Peligna.

## Története
Első írásos említése a 12. századból származik. A következő századokban nemesi birtok volt. Önállóságát a 19. század elején nyerte el, amikor a Nápolyi Királyságban felszámolták a feudalizmust.

## Népessége
A népesség számának alakulása:

## Főbb látnivalói
- Palazzo Carosi-Tabassi
- Palazzo Verlengia
- Michele Tenore botanikus kert
- San Nicola e Clemente-templom